# Élection présidentielle portugaise de 2026
Une élection présidentielle (en portugais : Eleição presidencial) doit se tenir au Portugal en 2026 afin d'élire le président de la République pour un mandat de cinq ans. Il s'agira de la onzième élection présidentielle depuis la révolution des Œillets.
Réelu pour un second quinquennat en 2021 dès le premier tour, le président sortant Marcelo Rebelo de Sousa, indépendant issu du Parti social-démocrate, ne peut se représenter.

## Contexte
Marcelo Rebelo de Sousa, président sortant, a été réélu au premier tour de scrutin en 2021 avec 61% des voix.

## Modalités
Le président de la République portugaise est élu au scrutin uninominal majoritaire à deux tours pour un mandat de cinq ans, renouvelable une seule fois. Est élu le candidat ayant obtenu la majorité absolue des suffrages exprimés au premier tour. À défaut, un second tour est organisé deux semaines plus tard entre les deux candidats ayant obtenu le plus grand nombre de votes, et celui qui arrive en tête est déclaré élu. Depuis la révolution des Œillets, en 1974, seule l'élection de 1986 s'est jouée au second tour, entre le socialiste Mário Soares, qui l'a finalement emporté, et le démocrate-chrétien Diogo Freitas do Amaral. 
Tout candidat doit disposer d'au moins 7500 parrainages de citoyens inscrits sur les listes électorales, dont la validité est contrôlée par le Tribunal constitutionnel, et soumettre sa candidature au plus tard un mois avant la tenue du premier tour. L'élection de 2016 fut celle comportant le plus grand nombre de candidatures, ce dernier s'élevant alors à 10.

## Candidats

### Candidatures déclarées
| Candidat | Candidat                         | Candidat                | Parti (Soutiens) | Fonctions politiques lors de la campagne                                                          | Autres fonctions notables |
| -------- | -------------------------------- | ----------------------- | ---------------- | ------------------------------------------------------------------------------------------------- | --- |
|          | Joana Amaral Dias (52 ans)       | Joana Amaral Dias       | ADN              | —                                                                                                 | Députée de Lisbonne (2002-2005)                                                                                               |
|          | José Cardoso                     |                         | PLS              | Président du Parti libéral-social (depuis 2025)                                                   | — |
|          | João Cotrim Figueiredo (64 ans)  | João Cotrim Figueiredo  | IL               | Député européen (depuis 2024)                                                                     | Député de Lisbonne (2019-2024) Président de l'Initiative libérale (2019-2023)                                                 |
|          | António Filipe (62 ans)          | António Filipe          | PCP              | —                                                                                                 | Député de Santarém (1987-2009) puis de Lisbonne (2009-2022, 2024-2025)                                                        |
|          | Henrique Gouveia e Melo (65 ans) | Henrique Gouveia e Melo | Ind. (PPM)       | —                                                                                                 | Chef d'état-major de la Marine portugaise (2021-2024)                                                                         |
|          | Manuela Magno                    |                         | VP               | —                                                                                                 | Professeure à l'Université d'Évora                                                                                            |
|          | Luís Marques Mendes (68 ans)     | Luís Marques Mendes     | Ind. (PSD)       | Conseiller d'État (2005-2007, 2011-2015, depuis 2016)                                             | Ministre adjoint (1992-1995) Ministre des Affaires parlementaires (2002-2004) Président du Parti social-démocrate (2005-2007) |
|          | André Pestana (49 ans)           | André Pestana           | Ind.             | —                                                                                                 | Coordinateur national du Syndicat de Tous les Professeurs (STOP)                                                              |
|          | António José Seguro (63 ans)     | António José Seguro     | Ind.             | —                                                                                                 | Ministre adjoint du Premier ministre (2001-2002) Secrétaire-général du Parti socialiste (2011-2014)                           |
|          | Vitorino Silva (54 ans)          |                         | RIR              | Échevin de Penafiel (depuis 2021)                                                                 | Président de la junte de Rans (1994-2002) Président de Réagir, inclure, recycler (2019-2022)                                  |
|          | André Ventura (43 ans)           | André Ventura           | CH               | Député de Lisbonne (depuis 2019) Conseiller d'État (depuis 2024) Président du Chega (depuis 2019) | Échevin de Loures (2017-2018)                                                                                                 |

Autres candidatures :
- Rui Costa[14] (Ind.), ancien échevin de São Pedro do Sul (2001-2002), ancien conseiller municipal de Lisbonne (2017-2021) ;
- Orlando Cruz[15] (Ind.), retraité ;
- Sérgio Gave Fraga[16] (Ind.) ;
- Eduardo Lourenço[17] (Ind.) ;
- Hugo Gonçalo Louret Pires[18] (Ind.) ;
- Ângela Maryah[19] (Ind.), coach en développement personnel ;
- Bruno Morgado[15] (Ind.), membre de l'Association des libertariens portugais ;
- Raul Perestrello[15] (Ind.), entrepreneur ;
- Aristides Teixeira[15] (Ind.), employé de la Radio-télévision du Portugal ;
- Pedro Tinoco de Fario[20] (Ind.), lieutenant-colonel d'armée à la retraite.

### Candidatures retirées
| Candidat | Candidat                | Candidat       | Parti (Soutiens) | Fonctions politiques lors de la campagne                                                                                          | Autres fonctions notables | Date         |
| -------- | ----------------------- | -------------- | ---------------- | --- | ------------------------- | ------------ |
|          | Mariana Leitão (43 ans) | Mariana Leitão | IL               | Députée de Lisbonne (depuis 2024) Présidente de l'Initiative libérale (depuis 2025) Conseillère municipale d'Oeiras (depuis 2021) | —                         | 5 juin 2025  |
|          | Tim Vieira (50 ans)     | Tim Vieira     | Ind.             | — | Entrepreneur              | 19 août 2025 |